# Retroreflektor

Prinzip eines Retroreflektors: Der Lichtstrahl (Beispiel: rot oder schwarz) wird unabhängig vom Einfallswinkel immer zur Quelle zurückgeworfen.

Ein Retroreflektor (von lateinisch retro ‚rückwärts‘, reflexio Zurückbeugung) oder Rückstrahler ist eine Vorrichtung, die einfallende elektromagnetische Wellen – im Licht- oder im unsichtbaren Teil des Spektrums – weitgehend unabhängig von der Einfallsrichtung in Bezug auf die Ausrichtung der Vorrichtung großteils in die Richtung reflektiert, aus der sie gekommen sind. Dies wird als Retroreflexion oder Rückstrahlung bezeichnet. Es gibt verschiedene Typen von Retroreflektoren, wie Tripelspiegel, Tripelprismen  oder linsenähnliche Ausführungen, eine spezielle Bauform ist beispielsweise das „Katzenauge“.

## Eigenschaften
Diffus streuende Oberflächen strahlen nur wenig Licht zur Lichtquelle zurück. Sie erscheinen dennoch meist heller als ein Spiegel, denn bei einem Planspiegel hängt die Richtung der Rückstrahlung gemäß dem Reflexionsgesetz von seiner Orientierung ab. Nur in Ausnahmefällen ist sie senkrecht zum Betrachter. Aus diesem Grund erscheint auch eine regennasse Fahrbahn, die nur von den eigenen Fahrzeugscheinwerfern beleuchtet wird, in der Nacht dunkler als die diffus rückstreuende Oberfläche eines trockenen Straßenbelags.

## Anwendungen

### Funktechnik
In der Funktechnik unterstützen Radarreflektoren die Ortung angestrahlter Objekte, etwa einer Ballonsonde oder eines Brückenpfeilers an einer Wasserstraße.

### Licht

#### Vermessung
Ein Tripelprisma aus geschliffenem Glas dient bei der Vermessung einem Laser als Umkehrpunkt. An einer Reflexlichtschranke wird eine retroreflektierende Folie oder ein Rückstrahler verwendet, um den Strahl wieder zum Sensor unmittelbar neben der Lichtquelle zurückzulenken.
Retroreflektoren aus Quarzglas (um auch UV-Lichtanteile zu reflektieren) werden bei Langpfadmessungen auf Basis der DOAS-Technik verwendet, um atmosphärische Spurengase in der Luft auf einem definierten Lichtweg nachzuweisen.

#### Straßenverkehr

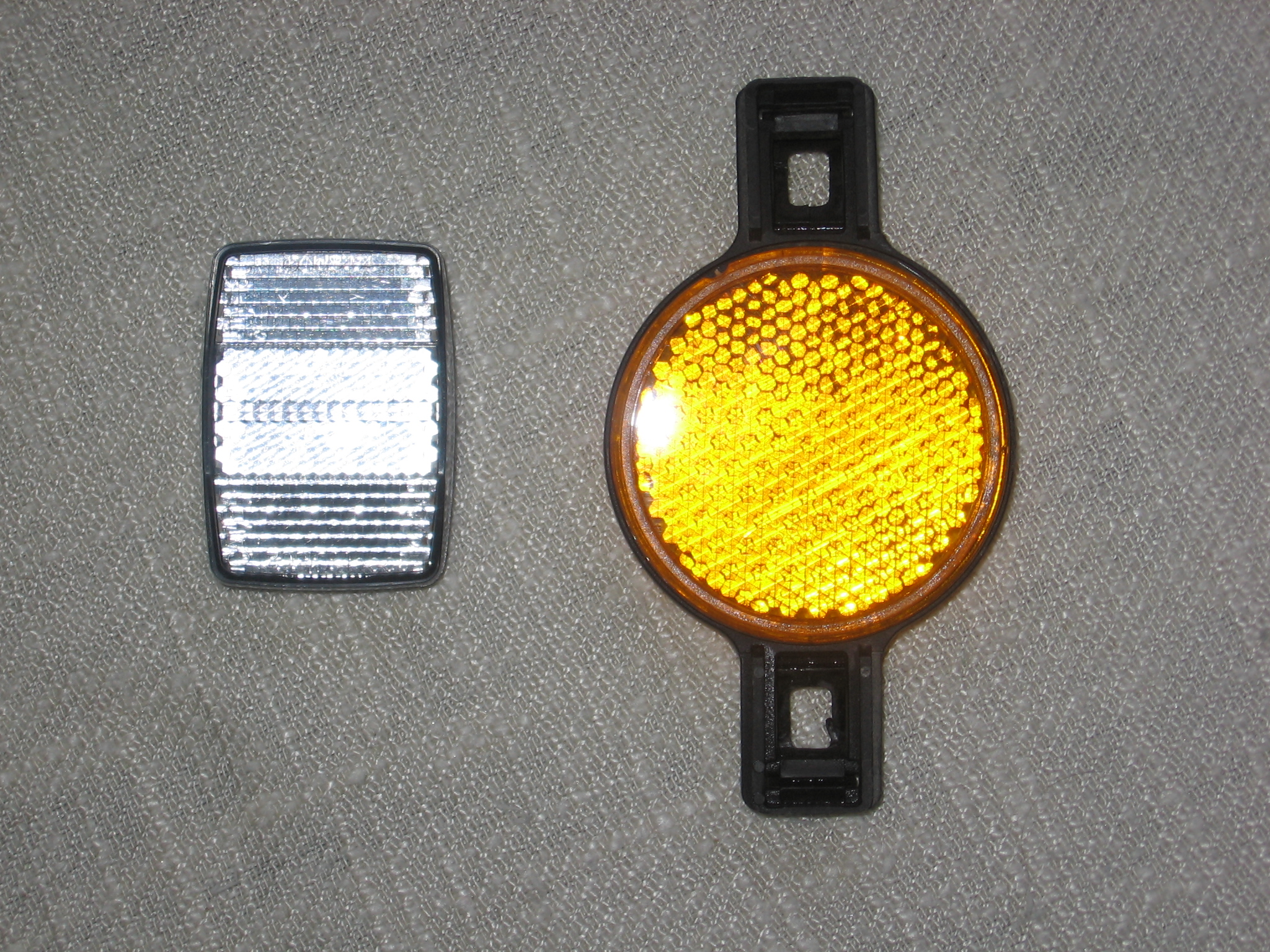
Front- und Speichenreflektoren erhöhen die passive Sicherheit von Fahrrädern

Besonders häufig werden Retroreflektoren im Bereich der Verkehrssicherheit eingesetzt. Reflektoren findet man unter anderem an der Rückseite von Fahrzeugen. Ziel ist es, das Scheinwerferlicht nachfolgender Fahrzeuge so zu reflektieren, dass es von deren Fahrern gesehen werden kann, was die Gefahr von Auffahrunfällen vermindert. Auch manche Fahrradscheinwerfer haben Retroreflexzonen integriert. Für Fußgänger und auch Haustiere wie etwa Hunde werden ebenfalls Retroreflektoren in Form von Armbändern und Klettelementen angeboten, die insbesondere nachts deren Erkennbarkeit im Straßenverkehr erhöhen sollen.
In der Verkehrsinfrastruktur erhöhen Retroreflektoren an Hindernissen, Verkehrszeichen und Leiteinrichtungen deren Erkennbarkeit nachts im Scheinwerferlicht. Die Augen des Fahrers sind in der Regel etwa 1 m vom Scheinwerfer ihres Fahrzeuges entfernt. Da ein idealer Retroreflektor das Licht theoretisch exakt in Einfallsrichtung zurückwerfen würde, haben Retroreflektoren für den Straßenverkehr eine kleine Winkelstreuung von etwa 1°. Oft kommen hier Retroreflektorfolien zum Einsatz, die aus geprägter Alufolie beziehungsweise rückseitig geprägter Plastikfolie bestehen oder transparente, retroreflektierende Kügelchen enthalten. Auch bei Fahrbahnmarkierungen werden Glaskugeln (d < 0,3 mm) in die aufgebrachte, noch feuchte Markierungsfarbe durch Aufstreuen teileingebettet, wodurch Retroreflexion erreicht wird. Der Effekt der Glasperlen ist ähnlich dem der Lüneburg-Linse.
Sind Retroreflektoren durch Tautropfen oder Raureif beschlagen, kann dies die Retroreflexion durch Streuung mindern oder ganz verhindern; Autobahnwegweiser zeigen in solchen Fällen große dunkle Flecken.
Bei derartigen Sicherheitsanwendungen sollten retroreflektierende Materialien mit diffus reflektierenden Oberflächen kombiniert werden, damit sie auch dann erkennbar sind, wenn sie mit Fremdlicht aus anderen Richtungen bestrahlt werden. Aus diesem Grund tragen beispielsweise Leitpfosten nicht nur Rückstrahler, sondern sind darüber hinaus auch weiß gefärbt. Auch Aluminium, häufig stranggepresst und eloxiert, als Verkehrstafelmasten oder Geländer wirkt hell, solange es nicht durch Salz stark korrodiert ist.

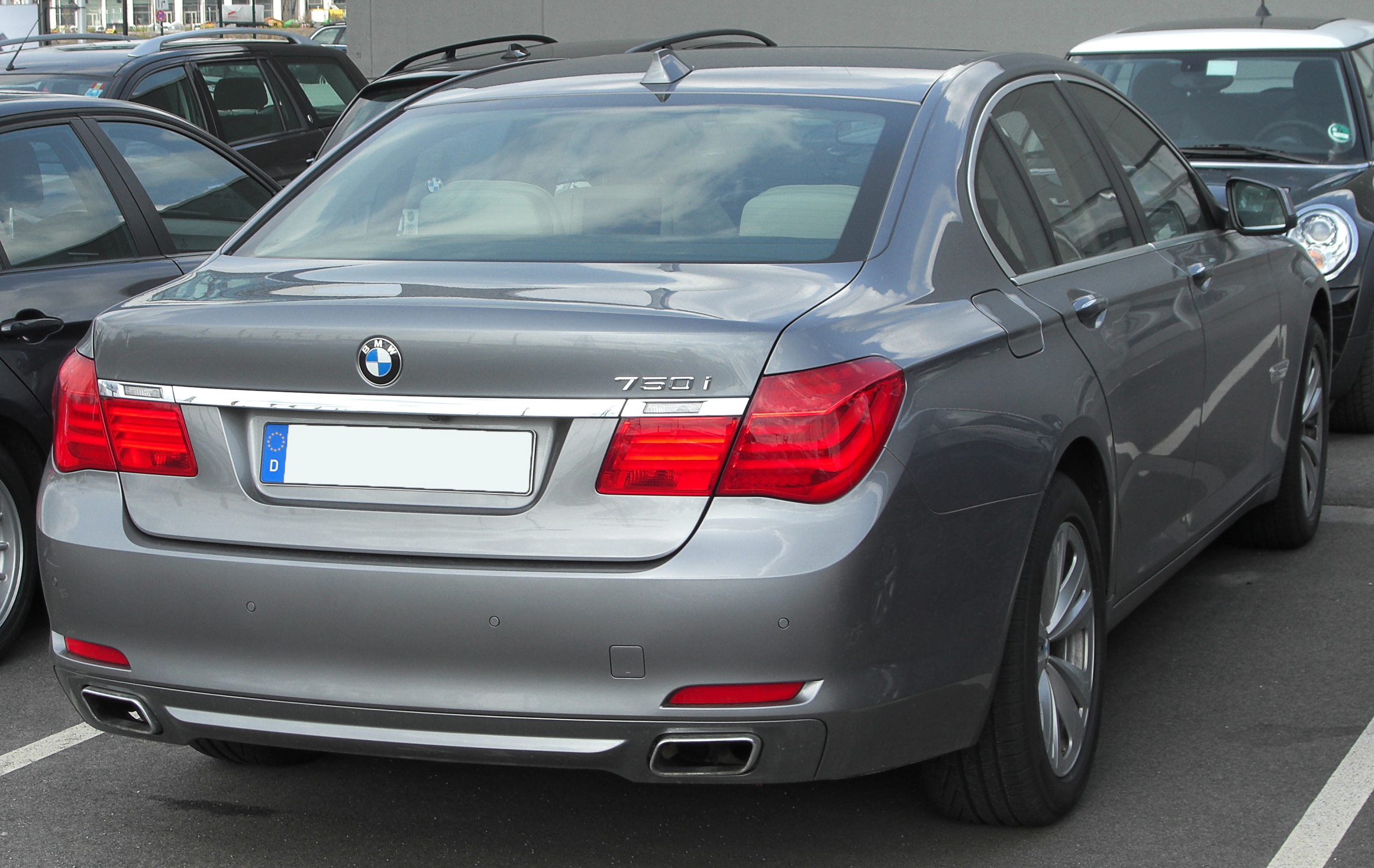
BMW 750i mit separaten Rückstrahlern im Stoßfänger

Nach der StVZO müssen Fahrräder in Deutschland mindestens mit einem roten Reflektor hinten, einem weißen vorn und gelben, nach vorn und hinten wirkenden in den Pedalen ausgestattet sein. Hinzu kommen entweder mindestens zwei gleichmäßig verteilte gelbe Speichenreflektoren pro Laufrad oder retroreflektierende Reifen. Oft sind die vorderen oder hinteren Retroreflektoren in die Rücklicht- bzw. Scheinwerfergehäuse integriert. Weitere seitlich wirkende gelbe Rückstrahler sind zulässig. Für Österreich sind die entsprechenden Bedingungen in § 1 der Fahrradverordnung festgelegt. Nach Art. 217 der VTS müssen Fahrräder in der Schweiz nach vorne einen weißen und nach hinten einen roten Reflektor von mindestens 10 cm2 haben, sowie an den Pedalen vorn und hinten gelbe Rückstrahler mit einer Leuchtfläche von mindestens 5 cm2. Gelbe Rückstrahler in den Speichen oder retroreflektierende Kennzeichnung von Reifen sind erlaubt, aber nicht Pflicht. 

Rückstrahler müssen auch an Kraftfahrzeugen, Anhängern und vielen anderen Fahrzeugen angebracht sein.
Obwohl zur Gruppe der Fußgänger zählend und damit gemäß StVZO nicht zur Ausstattung mit einem Rückstrahler verpflichtet, rüsten vermehrt Eltern ihre Kinderwagen mit Reflektoren aus. Beliebt sind hier klassische Hartplastikreflektoren, wie an Fahrrädern verwendet, oder auch spezielle, selbstklebende Reflektorfolie.
Auch Leitpfosten sind mit Rückstrahlern versehen. Diese reflektieren überwiegend weiß (farbneutral).
Oft versehen Hauseigentümer außerorts ihre Einfahrt mit Rückstrahlern. Rückstrahlende Elemente auf Fahrradreifen, Schulranzen oder Sicherheitswesten verwenden Reflektorfolie – ein Material mit kleinen, transparenten Kunststoffkügelchen, deren Rückstrahlprinzip dem der Katzenaugen ähnelt.
Viele Verkehrsschilder sind retroreflektierend und zu diesem Zweck mit Folien bzw. Beschichtungen versehen.
Auch Reflexlichtschranken verwenden Rückstrahler, um Sender und Empfänger in einem Gehäuse unterbringen zu können und die Justage zu erleichtern.
Bei Sicherheitsreflektoren ist es nicht erwünscht, das Licht exakt in die Lichtquelle zurückzuspiegeln. Eine Streuwirkung ist erforderlich, um den kleinen Winkel zwischen Fahrzeugscheinwerfer, Rückstrahler und Betrachter zu überdecken. Ein sehr gut und genau reflektierender Rückstrahler kann Kraftfahrer blenden.
Viele der beschriebenen und auch die abgebildeten Rückstrahler zeigen bei verschiedenen seitlichen Anstrahlwinkeln oder Entfernungen ein Maximum an Helligkeit an einzelnen Stellen aufgrund von Spiegelungen an nur zwei Flächen. Die Richtung des sehr hellen zurückgeworfenen Lichtes ist dann von der zufälligen Stellung von Scheinwerfer zu Rückstrahler abhängig; dabei fehlt oft die Streuwirkung. Auch dieser nicht gewünschte Spiegeleffekt lässt sich durch das Verdrehen von Teilmengen der Tripelspiegel reduzieren. Es ist nahezu nie der ganze Rückstrahler, der sehr hell spiegelt.

#### Natürliches Vorkommen
In der Natur tritt Retroreflexion an betauten Pflanzen auf, wenn diese stark behaart sind. Auch Gras- und Getreidehalme zeigen den Effekt. Sichtbar wird dieser „Heiligenschein“ rund um den Schatten des eigenen Kopfes im Grünen, wenn die Sonne mittelhoch von hinten scheint. Das Phänomen tritt auch an unbehaarten Pflanzen auf, wenn deren Blätter durch eine Wachsschicht so stark hydrophob sind, dass der Kontaktwinkel am Tautropfen auf 140° ansteigt, was von Alistair B. Fraser an Nadelbäumen beobachtet und daher sylvanshine (engl. Waldschein) genannt wurde. Umgekehrt versuchen Konstrukteure von Militärfahrzeugen, -schiffen und insbesondere -flugzeugen durch strenges Vermeiden von Innenecken an deren Außenkontur unerwünschte Radarreflexe zu vermeiden (Stealth-Technik).

## Retroreflexionselemente

Vergleich von Winkelreflektor (1) und Linsenreflektor (2) an drei unterschiedlichen Einfallswinkeln. Die reflektierende Oberfläche ist dunkelblau eingezeichnet.

Neben planoptischen Winkelreflektoren (Tripelspiegeln und Tripelprismen) und Rückstrahlern gibt es rotationssymmetrische Linsenreflektoren, zum Beispiel „Katzenaugen“ und Lüneburg-Linsen. Es gibt prinzipiell auch andere Typen retroreflektierender Körper, zum Beispiel bikonische Konstruktionen.

### Ausführungen mit drei spiegelnden Flächen
Drei flache, zueinander senkrecht stehende, spiegelnde Oberflächen lenken einfallende Wellen zurück zur Quelle der Wellen. Die drei Flächen sind dabei angeordnet wie die drei Flächen eines Würfels, die eine Ecke teilen. Daher werden diese Winkelreflektoren in der englischen Fachsprache auch corner cube genannt.
Beispiele für Winkelreflektoren:
- Tripelspiegel und Tripelprismen aus Glas zur Retroreflexion von Laserstrahlen (LIDAR) bei der Vermessung, der Messung der Entfernung des Mondes und zur genauen Positionsbestimmung von Satelliten.
- Ein Tripelprisma ist ein Glaskörper, der vorne plan ist und rückseitig drei zueinander in einem Winkel von 90° stehende unverspiegelte Planflächen besitzt. Es reflektiert prinzipiell sogar verlustärmer als ein Tripelspiegel, auch wenn die frontseitige Oberfläche nicht entspiegelt ist. Ursache ist die verlustfreie Totalreflexion an den schrägen rückseitigen Oberflächen. Tripelprismen haben einen größeren Winkelbereich, innerhalb dessen die Reflexion auftritt, da die vordere Oberfläche des Glaskörpers eine Brechung zur Symmetrieachse hin bewirkt.
- Radarreflektoren aus Blech als Retroreflektor für Mikrowellenstrahlung (RADAR) etwa für die Schifffahrt vor Brückenpfeilern.
- Rückstrahler aus Kunststoff – seltener auch aus Glas – tragen rückseitig angeformte Tripelprismen, die bei ausreichendem Brechungsindex durch Totalreflexion wie Tripelspiegel funktionieren. Sie sind meist hinten abgedeckt, um Störungen durch Schmutz und (Kondens-)Wasser zu vermeiden.

Eine stark verbreitete Variante ist der Tripelspiegel, auch Würfeleckenrückstrahler genannt. Er funktioniert mit einer Anordnung vieler kleiner dreiflächiger Winkelreflektoren bzw. totalreflektierender Prismen. Viele dreiseitige Pyramiden (keine Tetraeder!) sind in einem flächigen Array angeordnet. Jede Pyramide hat die Form einer von einem Quader abgeschnittenen Ecke – die drei sich in der Ecke treffenden Flächen stehen senkrecht aufeinander. Im Bildbeispiel sehen die Pyramiden (Quaderecken) von hinten aus wie Würfel. Die Ausrichtung aller Würfel- bzw. Quaderecken ist in der Regel gleich. Die Spitzen dieser Ecken zeigen von der Lichtquelle weg, ragen also nach hinten aus dem Rückstrahler-Körper heraus. Die tragende Scheibe ist vorn glatt und hat eine Stärke im Millimeterbereich.
Eine Verspiegelung der Pyramiden (optische Prismen) ist nicht erforderlich. Die von der Lichtquelle aus betrachteten schrägstehenden hinteren Grenzflächen werfen die durch die glatte Seite des Rückstrahlers einfallenden Strahlen aufgrund der Totalreflexion zurück. Aufgrund der Anordnung der jeweils drei Flächen in 90°-Winkeln wird das Licht in die Richtung, aus der es kam, zurückgespiegelt.
Wird der Rückstrahler nicht senkrecht angestrahlt, kommt es beim Lichteintritt in die glatte Vorderfläche zur Brechung. Diese wirkt sich auf die Retroreflexion nicht aus, da es beim Lichtaustritt wieder zur Brechung mit gleichem Brechungswinkel und gleicher Ausrichtung kommt.

Die zweifache Brechung kann sich jedoch nur aufheben, wenn die Vorderfläche eben und glatt ist, denn im Tripelspiegel kommt es zu einem kleinen seitlichen Versatz der Lichtstrahlen (Parallelverschiebung).
Die Totalreflexion des unverspiegelten transparenten Kunststoffes bleibt bei stark seitlichem Lichteinfall aus: Strahlen aus deutlich von der senkrechten abweichenden Anstrahlrichtungen werden weniger gut reflektiert. Die Aufteilung des Rückstrahlers in z. B. zwei oder vier Teilflächen unterschiedlicher Ausrichtung der Pyramidenflächen vermeidet bei schrägem Lichteinfall, dass die gesamte Reflektorfläche ihre Funktion verliert. Bei anderen Rückstrahlern sind teilweise auch jeweils benachbarte Pyramiden zueinander verdreht. Es bleibt so immer zumindest eine Fläche oder ein Nachbar funktionsfähig. Gelegentlich werden Teilflächen sogar noch leicht abgewinkelt.
Ein extrem präziser Rückstrahler ganz ohne Streuwirkung würde das Licht genau in die Scheinwerfer zurückspiegeln, also nicht oder kaum zu den Augen des Autofahrers. Deshalb wird schon bei der Herstellung eine beabsichtigte Streuwirkung vorgesehen. Eintreffende Strahlen werden dann als enger Kegel auf Kosten der Helligkeit zurückgeworfen. Diese Streuwirkung kann z. B. durch winzige Abweichungen der vielen kleinen Flächen von der zuvor beschriebenen Form oder durch Ausnutzen von Beugungseffekten erreicht werden. Eine kontrollierte Streuwirkung setzt eine sehr hohe Fertigungsgenauigkeit voraus. Spritzguss-Werkzeuge für die Herstellung von Rückstrahlern werden dafür mit speziellen Einsätzen versehen, sogenannten Galvanos.
Rückstrahler nach dem Tripelspiegel-Prinzip wurden früher aus Glas, werden heute jedoch aus transparentem Kunststoff (Plexiglas) hergestellt. Oft wird dieses rot oder gelb eingefärbt, sodass nur Licht dieser Farbe reflektiert wird. Obwohl es sich meist um preiswerte Massenartikel handelt, erfordert die Herstellung von geeigneten Rückstrahlern ein hohes Maß an Präzision in der Fertigung.

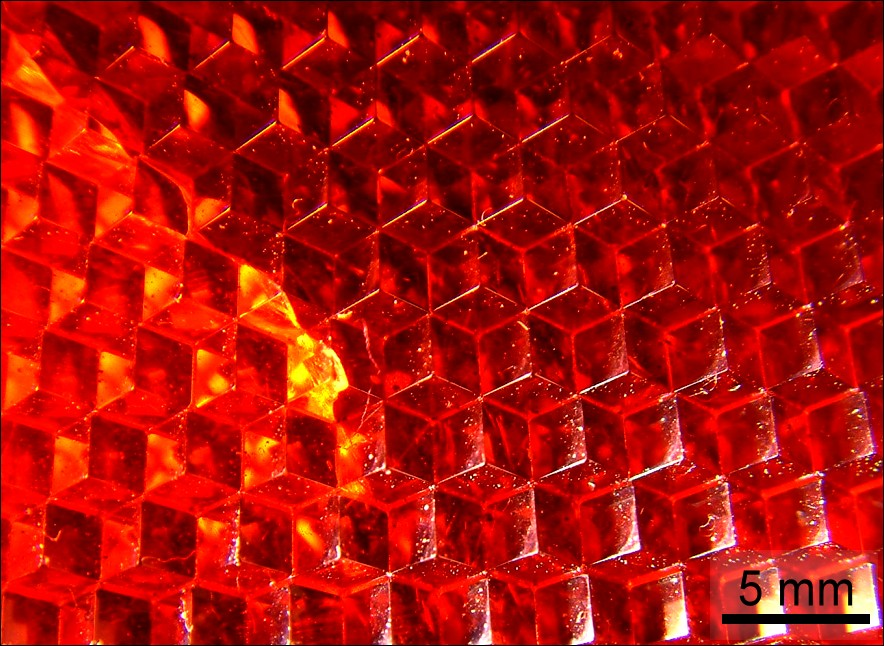
Rückseite eines roten Rückstrahlers
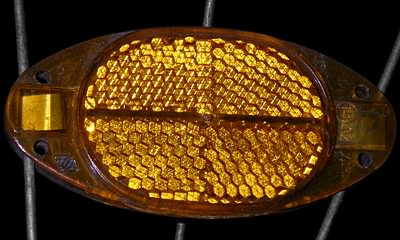
Speichen-Reflektor am Fahrrad
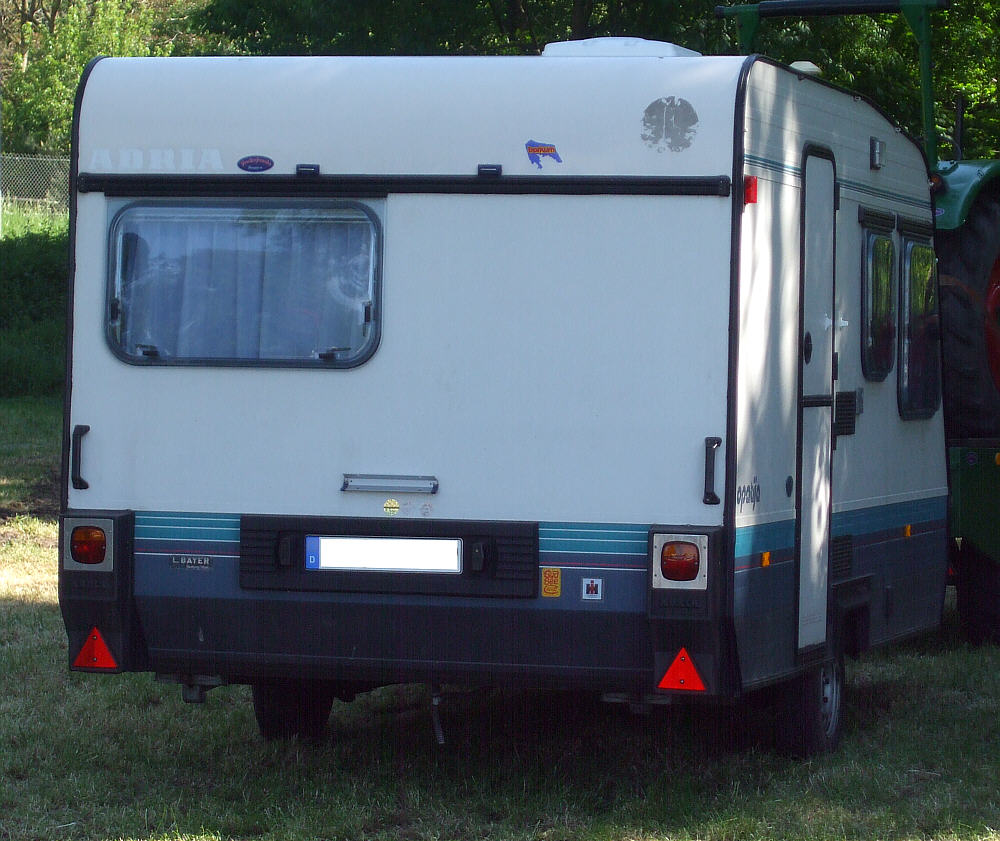
Anhänger müssen in der EU mit dreieckigen Rückstrahlern mit einer Kantenlänge von 15 cm ausgerüstet sein
Abgewinkelter Rückstrahler

### Auswirkung von Tripelreflektoren auf die Polarisation
Tripelreflektoren drehen die Polarisation der einfallenden Lichtwellen um etwa 90°. Dieser Effekt wird in der Optoelektronik eingesetzt, um mit Reflexionslichtschranken spiegelnde Objekte zu erkennen. Dabei befindet sich vor dem Sender und vor dem Empfänger jeweils ein Polarisationsfilter; die Filter sind zueinander um 90° gedreht. Wenn durch den ersten Filter linear polarisiertes Licht vom Tripelreflektor zum Empfänger gelenkt wurde, kann es wegen der Drehung der Polarisation den zweiten Polarisationsfilter passieren. Licht, das durch eine einzelne spiegelnde Oberfläche zum Empfänger gelenkt wurde, wird dagegen durch den zweiten Polarisationsfilter blockiert. Auf diese Weise wird trotz der Spiegelung sicher erkannt, dass sich ein Objekt im Bereich der Lichtschranke aufhält.

### Linsenähnliche Ausführung

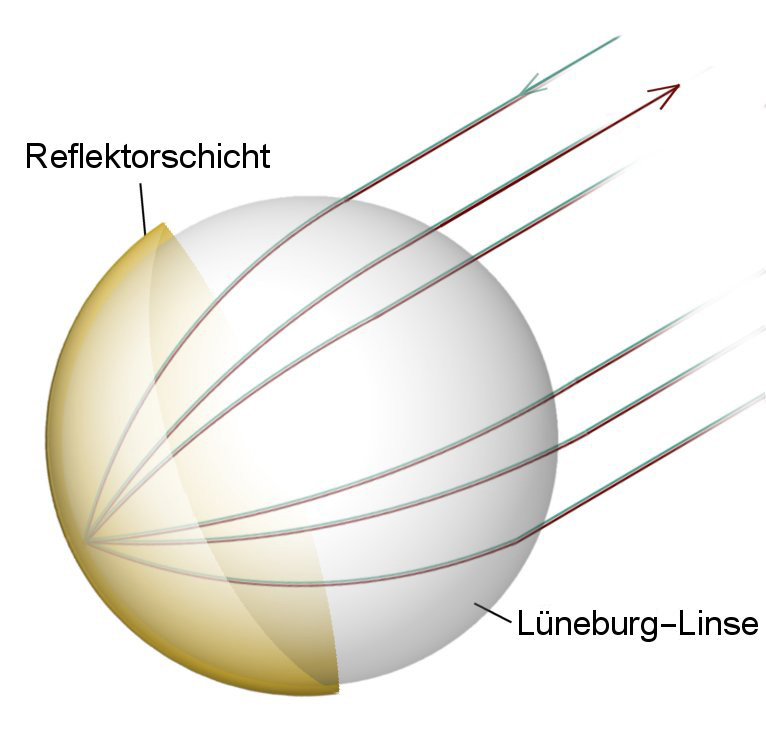
Prinzip Lüneburg-Linse

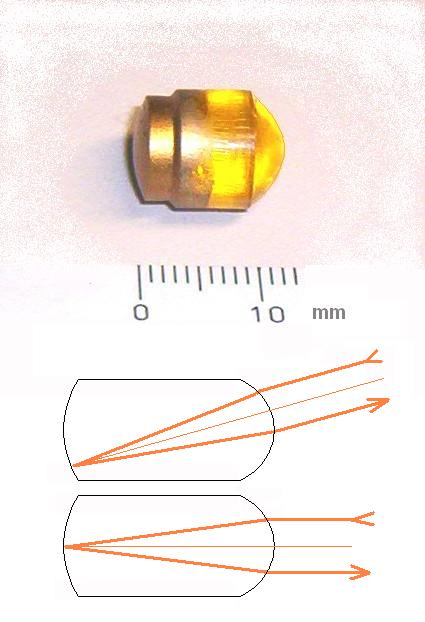
Retroreflektor-Element nach dem Prinzip eines Katzenauges. die gekrümmten Flächen links sind verspiegelt. Die rechte gekrümmte Fläche hat ihren Brennpunkt auf der Spiegelfläche. Die Zeichnungen illustrieren die Funktion bei aus unterschiedlichem Winkel einfallendem Licht.

Wenn sich im Fokus einer abbildenden Optik eine reflektierende Oberfläche befindet, dann wird das reflektierte Licht durch die Optik wieder in Richtung Lichtquelle gelenkt. Anders als bei einem einfachen flachen Spiegel hängt diese Eigenschaft nicht von der genauen Ausrichtung der spiegelnden Oberfläche ab. Für eine ideale Retroreflexion muss allerdings der Abstand der spiegelnden Oberfläche genau stimmen. Außerdem bewirken Linsenfehler, dass das Licht nicht vollständig in Richtung der Lichtquelle gelenkt wird. Bei einigen Anwendungen ist eine Reflexion in einen Bereich nahe, aber nicht genau an der Lichtquelle sogar erwünscht. Das gilt zum Beispiel für Retroreflektoren im Straßenverkehr. Damit das reflektierte Licht eines Scheinwerfers gesehen werden kann, darf es nicht vollständig wieder in den Scheinwerfer gelenkt werden.

#### Beispiele
- Katzenaugen sind kleine zylinderförmige Glaskörper mit gewölbter, verspiegelter Rückseite und gewölbter Vorderseite. Deren Vorderseite ist so gekrümmt, dass einfallendes paralleles Licht auf die verspiegelte Rückseite fokussiert wird. Anders als bei transparenten Kugeln kann bei Katzenaugen der Raumwinkel, in den einfallendes zurück reflektiert wird, in weiten Grenzen durch die Form bestimmt werden. Außerdem kann die Rückseite vollständig reflektierend sein. Sie können daher mehr Licht in die gewünschte Richtung lenken. Sie sind jedoch aufwändiger in der Herstellung. Sie sind meist bikonvex, silberverspiegelt und schutzlackiert.[4]
- Lüneburg-Linsen sind rückseitig verspiegelte Kugeln aus einem transparenten Material mit einem nach außen geringer werdenden Brechungsindex. Sie werden auch als Radarreflektoren eingesetzt. Die Verspiegelung ist dann jedoch als Gürtel ausgeführt, so dass aus allen horizontalen Richtungen Retroreflexion stattfindet.
- Die optisch wirksame Komponente von Reflektorfolien und Bildwänden mit retroreflektiven Tuchsorten besteht aus vielen kleinen transparenten Kugeln. Eine durchsichtige Kugel aus Glas oder Kunststoff fokussiert einen Großteil des einfallenden Lichts einer weit entfernten Lichtquelle auf einen Fleck kurz hinter der hinteren Oberfläche. Durch den Unterschied im Brechungsindex im Vergleich zur Luft wirkt die hintere Oberfläche der Kugel spiegelnd. Da sie nur wenig vor dem Fokus liegt, wird das Licht in einen schmalen Kegel um die Richtung der Lichtquelle gelenkt. Auf diese Weise erreicht im Kino besonders viel Licht des Filmprojektors die Augen der Zuschauer. Das Gleiche gilt für mit Reflektorfolie ausgestattete Verkehrsschilder, die Scheinwerferlicht bevorzugt in Richtung der Fahrer des jeweiligen Fahrzeugs lenken.
- Die Augen insbesondere nachtaktiver Tiere wie Katzen sind retroreflektierend, da deren Netzhaut mit einer reflektierenden Schicht, dem Tapetum lucidum, hinterlegt ist. Siehe auch Rote-Augen-Effekt.
- Retroreflexion durch Nebeltröpfchen ist unerwünscht, weshalb Nebelscheinwerfer möglichst weit entfernt von der Blickrichtung angeordnet werden.
- Lunar Laser Ranging-Reflektoren, die bei den Apollo-Missionen der NASA Apollo 11 1969 im Mare Tranquillitatis, Apollo 14 nördlich des Kraters Fra Mauro und Apollo 15 an der Hadley-Rille 1971 auf dem Mond aufgestellt wurden. Mit diesen ist bis heute eine bis auf wenige Zentimeter genaue Messung der Entfernung des Mondes von der Erde möglich. Für die Herstellung der Prismen wurde ein hochtemperaturfestes Quarzglas mit einem besonders niedrigen Brechungsindex verwendet. Die Entwicklung des Glases und die Herstellung der Prismen wurde von der Firma Heraeus in Hanau[5][6] unter anderem von den Ingenieuren Heinrich Mohn und Peter Hitzschke durchgeführt. Zwei weitere Retrorefletoren wurden 1970 von der unbemannten sowjetischen Lunochod-1-Mission und 1973 durch die Lunochod-2-Mission aufgestellt.[7]

## Abbildungen

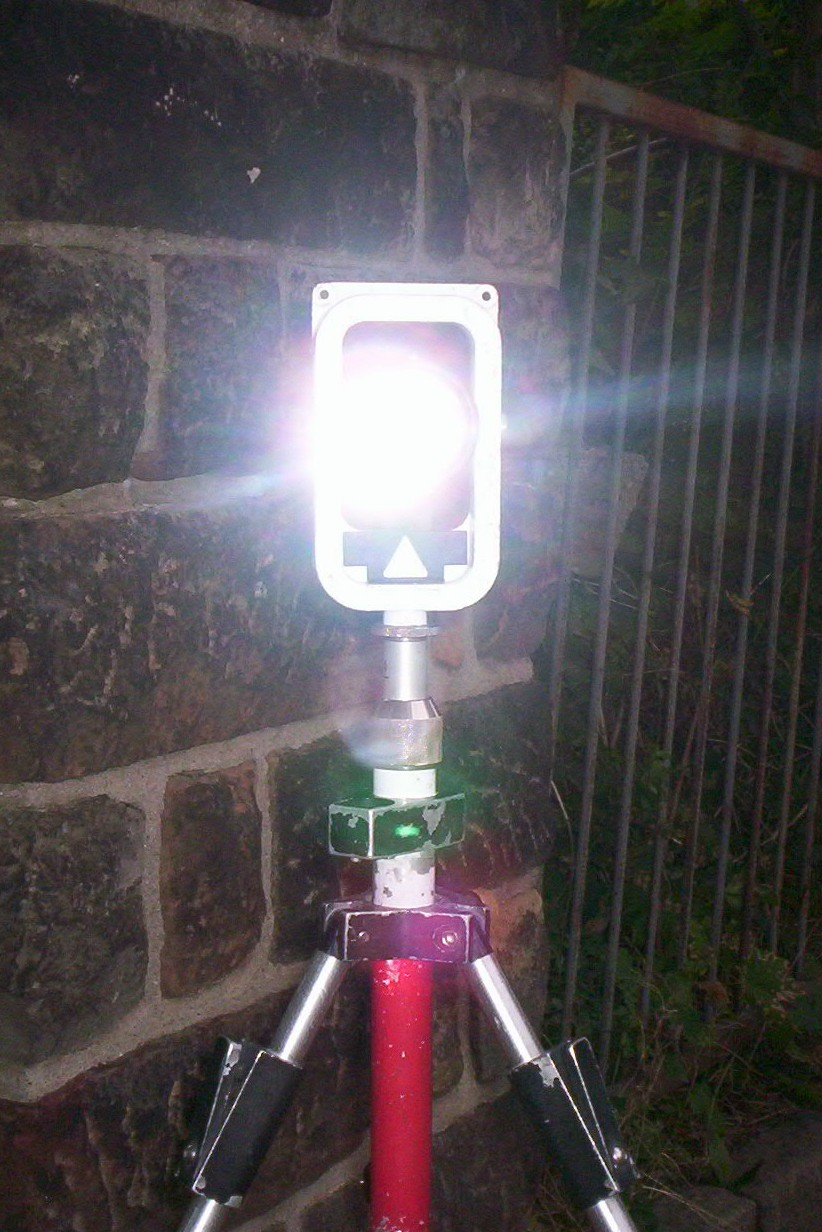
Tripelprisma an einem Messziel (Vermessung), Aufnahme mit Kamerablitz
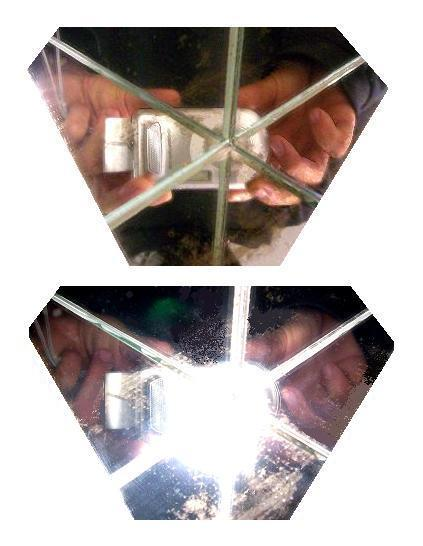
Aufnahme eines Tripelspiegels ohne und mit Blitz; drei der sechs Kanten sind Spiegelungen; das Auge bzw. die Kamera erscheint immer im Mittelpunkt
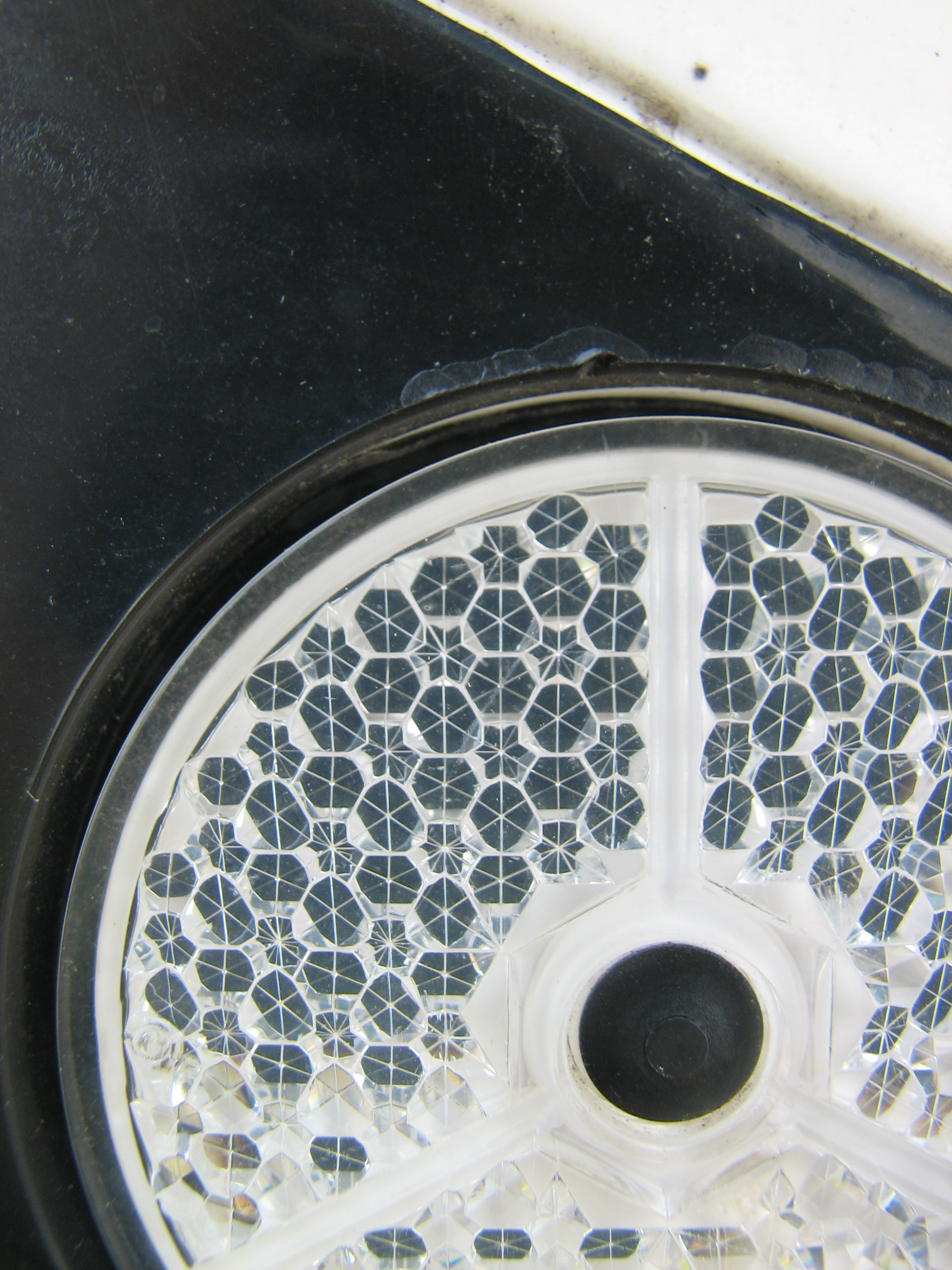
Retroreflektor, montiert auf einem Leitpfosten am Straßenrand
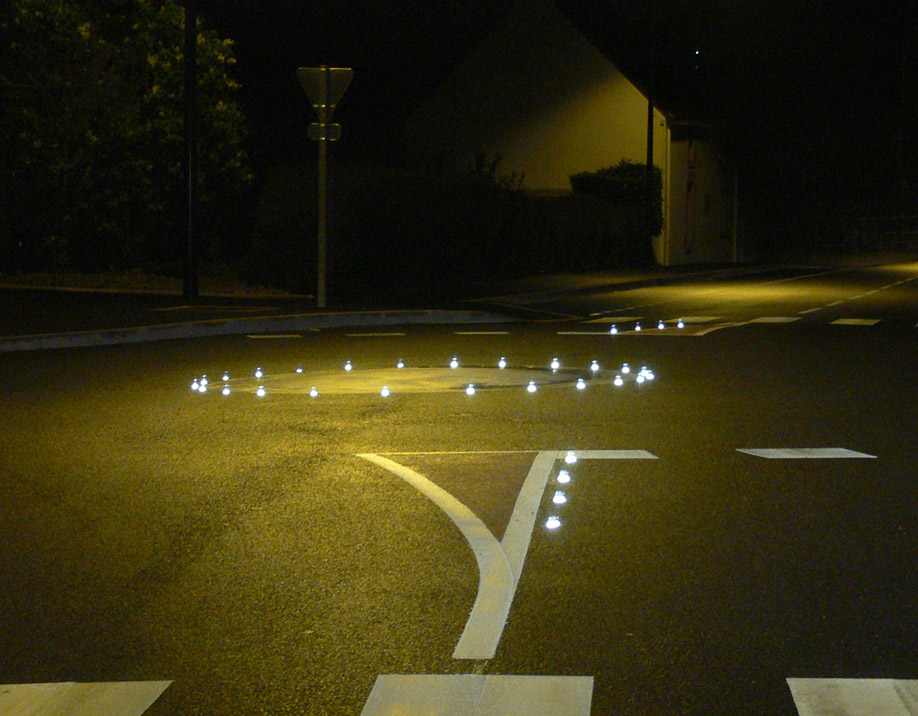
In eine Straße eingelassene Reflektoren
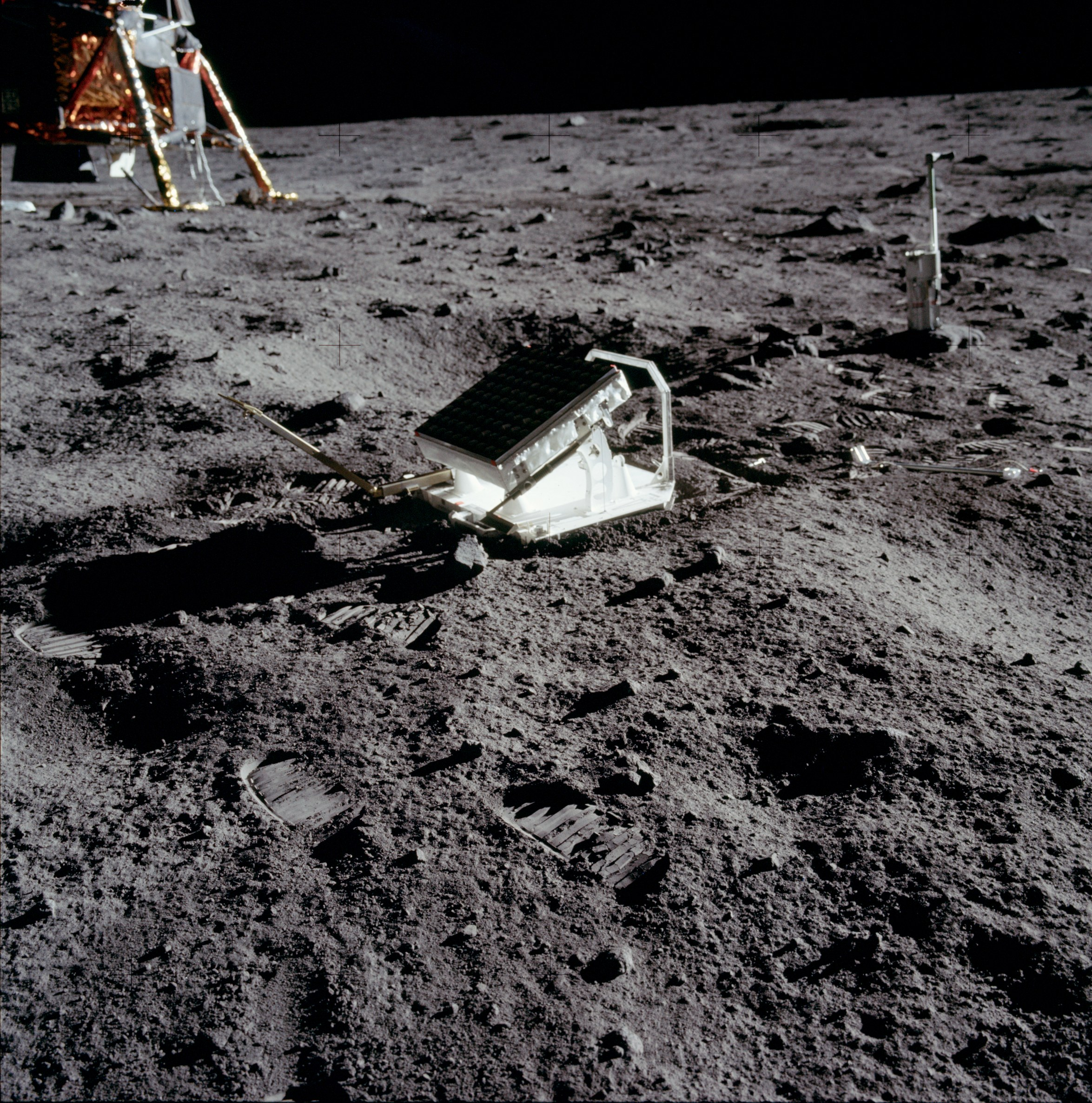
Einer von fünf zur Entfernungsmessung auf dem Mond befindlichen Retroreflektoren (Apollo 11)